# Eblisia breve
Eblisia breve är en skalbaggsart som först beskrevs av Schmidt 1889.  Eblisia breve ingår i släktet Eblisia och familjen stumpbaggar. Inga underarter finns listade i Catalogue of Life.